# Восстание форта «Красная Горка»
Восста́ние фо́рта «Кра́сная Го́рка» и батаре́и «Се́рая Ло́шадь» — эпизод Гражданской войны на северо-западе России, вооружённое выступление гарнизонов фортов «Красная Горка» и «Серая Лошадь» против советской власти в июне 1919 года. Было подавлено кораблями Балтийского флота, морским десантом и частями РККА.

## Предпосылки восстания
Весна 1919 года была неудачной для советской власти на северо-западе России. В результате контрнаступлений латвийской и эстонской армий Красной армии пришлось оставить ранее захваченные области этих лимитрофных государств. В мае с территории Эстонии перешёл в наступление белогвардейский Северный корпус русских добровольцев. Корпусу удалось оттеснить слабые морально и технически:122—124 части 7-й армии красных до линии Копорский залив — Гатчина. Система береговых фортов южного берега Финского залива, в которую входили форты «Красная Горка», «Обручев» и батарея «Серая Лошадь», оказалась к началу июня в прифронтовой полосе. В Финском заливе находилась сковывавшая действия Балтийского флота 1-я эскадра лёгких крейсеров ВМФ Великобритании, направленная туда после поражения Германии в Первой мировой войне.
В самом Петрограде жители голодали. Некоторые командиры Красной армии состояли в тайных организациях:215. В городе усиливалась антибольшевистская эсеровская пропаганда. Во всём северо-западном регионе полыхали восстания недовольных продразвёрсткой и мобилизацией в Красную армию крестьян.
Состояние частей 7-й армии было удручающим из-за перебоев со снабжением и голода, неудач на фронте, недостаточного внимания со стороны центральных политорганов и измен командиров. Дезертирство было значительным. Некоторые части переходили на сторону белых. Так, 12 июня на сторону белых перешли 1-й и 2-й Кронштадтские и 105-й стрелковый полки, которые обороняли непосредственные подступы к форту «Красная Горка». Это послужило катализатором восстания:177.

## Подготовка восстания
Восстание на форте было тщательно и заблаговременно подготовлено. О глубокой и успешной конспирации свидетельствуют отчёты комиссарских проверок фортов Кронштадтской крепости, произведённые в мае непосредственно перед началом восстания. В докладе комиссара Кронштадтской морской базы Н. М. Лудри от 24 мая Комитету обороны Петрограда о результатах проверки на форте говорилось:176: 

Крепость может на форт положиться как на вполне надёжную опору… Признаков, наталкивающих на подозрение к измене, не наблюдалось нигде.
Политотдел 7-й армии 31 мая рапортовал о состоянии советских частей, отмечая:169: 

Особенно сознательна дисциплина артиллеристов на Красной горке.
На фортах служило много бывших офицеров Русской императорской армии, которые входили в подпольную организацию «Национальный центр». «Центр» же тесно работал с английскими дипломатическими представителями, находящимися в Петрограде, а те, в свою очередь, с морскими офицерами британской эскадры, нелегально посещавшими Петроград со специальными миссиями. По планам «Центра» восстание на фортах Финского залива должно было стать всеобщим, а возглавить его должны были бывшие офицеры. Советские историки полагали главными руководителями восстания организацию бывших офицеров, связанную с британской разведкой.
С конца 1918 года на форте «Красная горка» стала оказывать влияние и агитация эсерами. На митингах выступали матросы-эсеры и предлагали свои резолюции, которые обычно принимались. Таким образом, бывшие офицеры имели поддержку со стороны матросов-эсеров:175. Более того, в постсоветской исторической литературе появились утверждения, что восстание было по большей части подготовлено левыми эсерами, рассматривавшими антисоветски настроенных бывших офицеров форта лишь как временных союзников.
Руководителем восстания был комендант форта бывший поручик Николай Неклюдов — ему помогали начальник 12-й батареи форта Куприянов, помощник коменданта форта Лащилин и ряд других лиц, а также, возможно, начальник артиллерии Кронштадтской крепости бывший полковник А. В. Будкевич, который впоследствии был арестован и расстрелян по делу «Национального центра»:177.

## Ход восстания

### Форт «Красная Горка»

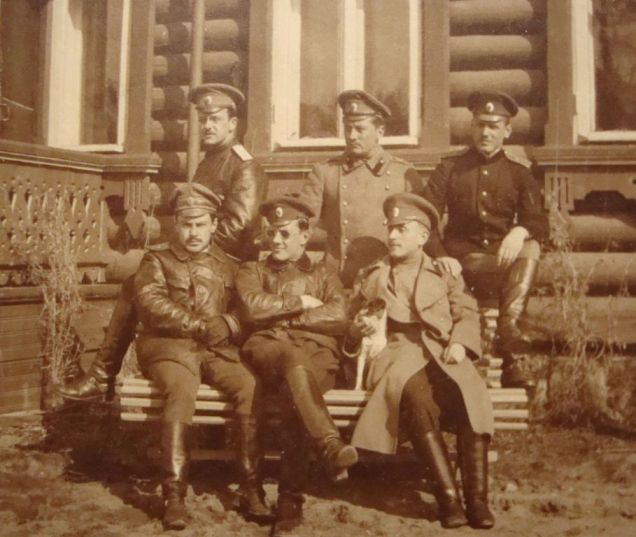
Фотография офицеров форта «Красная горка» (имена неизвестны) из бывшего архива Петроградской ЧК

Вечером 12 июня коллектив форта, насчитывавший около 150 человек, в предчувствии какой-то контрреволюционной подготовки устроил общее собрание, на котором был поставлен вопрос о немедленном аресте Неклюдова и его сторонников. Однако исполнить решение не удалось — оно стало известным Неклюдову, возможно, через его денщика, обязанности которого исполнял один из красноармейцев, присутствовавших на собрании:177—178.
13 июня в 4 часа 30 минут Неклюдов прибыл в специально им подобранную пулемётную команду и объявил, что форт окружён белыми, которые предлагают гарнизону сдаться. Получив согласие на сдачу форта, Неклюдов отдал приказ арестовать всех коммунистов форта и разоружить только что прибывший для усиления защиты форта и отдыхавший по квартирам коммунистический отряд под командованием И. В. Юклявского, объяснив это тем, что коммунисты будут против сдачи форта белым. Через 1—2 часа все коммунисты были посажены в бетонный каземат:178.
Около 8 часов утра Неклюдов послал две радиограммы: первую на финскую военную базу в Биорке о том, что форт перешёл на сторону белых и полностью отдаёт себя в распоряжение финского командования; вторую в адрес кронштадтского гарнизона с ультиматумом о переходе на сторону восставших, угрожая в противном случае открыть артиллерийский огонь. По ультиматуму всем кораблям и фортам Кронштадтского укрепрайона предлагалось немедленно присоединиться к восставшим, в знак чего поднять белые флаги. Не получив ответа ни на одну радиограмму, форт примерно в 14:00 (по другим сведениям, в 15:00:179), начал обстреливать Кронштадт из своих орудий. Форт «Красная Горка» имел 10 двенадцатидюймовых орудий, которые могли обстреливать гавань, город и другие форты. Однако обстрел не был прицельным и значительного ущерба не принёс.
На сторону восставших перешёл тральщик «Китобой», переоборудованный в сторожевой корабль, который в тот день нёс дежурство у форта. В 19:30 на «Китобое» был спущен советский флаг и поднят Андреевский.
Для подавления восстания был организован отряд кораблей, состоявший из линкоров «Петропавловск» и «Андрей Первозванный», крейсера «Олег» и эскадренных миноносцев «Гавриил», «Свобода» и «Гайдамак», которые осуществляли разведку и охранение линкоров и крейсера. 13 июня вечером корабли вышли в море и начали интенсивный обстрел форта и прилегающих позиций, продолжавшийся в течение 14 и 15 июня (линкор «Петропавловск» начал обстреливать форт ещё стоя у стенки Кронштадта днём 13 июня). В обстреле форта участвовали также эсминец «Всадник» и батарея десятидюймовых орудий форта «Риф». Корабли маневрировали в секторе, не простреливаемом всеми крупнокалиберными орудиями форта. Всего кораблями было выпущено по форту 738 снарядов калибра 12 дюймов и 408 8-дюймовых снарядов (линкоры), 750 снарядов 130-мм (крейсер «Олег») и 145 100-мм (эсминцы):179. К вечеру огонь по форту вели уже не шесть, а семь кораблей.
В результате обстрела кораблями и под давлением наступавших с суши отрядов моряков и коммунистов восставшие вынуждены были оставить форт. 15 июня в 23 часа на форт первым вошёл советский бронепоезд, а за ним красноармейские и флотские части. Мятежники, желая избежать преследования, быстро отступили на деревню Коваши, расстреляв по дороге почти всех захваченных коммунистов и им сочувствующих (около 300 человек):179—180.
Со стороны восставших на «Красной горке» предпринималась попытка связаться с находившейся в Финском заливе союзной эскадрой, но эскадра так и не появилась, а командовавший ею адмирал Уолтер Коуэн ограничился посылкой радиограммы — спустя почти сутки после оставления форта восставшими:181—182:

18 часов 55 минут 16/VI-1919. Всем. Настоящим сообщаю, что жизни команд всех выходящих из Кронштадта судов, которые добровольно сдадутся моим силам, будут гарантированы. Все переходящие суда должны выкинуть белый флаг. Орудия должны быть направлены к носу и корме и закреплены по-походному. Скорость 10 узлов. Адмирал, командующий морскими силами.
В ночь с 17 на 18 июня участвовавший в обстреле форта крейсер «Олег» стоял на якоре в створе кронштадтских маяков. Крейсер охраняли сторожевые корабли, между которыми незамеченным к крейсеру приблизился быстроходный английский торпедный катер CMB 4 под командованием лейтенанта А. Эгара и выпустил торпеду, попавшую в левый борт крейсера в районе кочегарки. Через 12 минут крейсер «Олег» затонул:184.

### Батарея «Серая Лошадь»
13 июня некоторую поддержку восстанию форта «Красная Горка» оказала батарея «Серая Лошадь». Здесь организатором восстания был офицер Оглоблин, по приказу которого были арестованы коммунисты и комиссар батареи. Оглоблин распускал слухи о скором взятии эскадрой союзников Кронштадта и падении после «Красной горки» самого Петрограда. Гарнизон батареи требовал освободить арестованных, но вёл себя пассивно. После начала стрельбы с «Красной горки» большая часть гарнизона высказалась за неподчинение приказам Оглоблина и его сторонников из командного состава и предложила ждать «выяснения». Волнения усилились вечером с появлением на рейде перед батареей кораблей Балтийского флота «Олега», «Гавриила» и «Свободы». Общее одобрение вызвало предложение комендора Бурова не подчиняться приказу о начале обстрела Кронштадта. Гарнизон, захватив пулемёт и сняв замки с некоторых орудий, укрылся в защищённом от снарядов районе батареи. Прибывший офицер с повторным приказом стать немедленно к орудиям был встречен руганью и убежал. Стрельбу из орудий батареи по кораблям вели только офицеры. Пассивность рядовой массы гарнизона батареи предопределила дальнейший ход событий — при приближении частей Красной армии батарея капитулировала:180—181.

### Форт «Обручев»
Командиры форта «Обручев» находились на связи с Николаем Неклюдовым и, получив от последнего информацию о начале восстания, также арестовали всех большевиков форта и сочувствующих советской власти. Но привлечь на свою сторону команду форта им не удалось. Гарнизон форта, получив информацию о реальном положении, освободил всех арестованных большевиков и на их место посадил готовивших восстание:181.
Однако срочно высланный на форт матросский отряд из Кронштадта во главе с Н. М. Разиным расстрелял без суда 55 человек из гарнизона форта, потребовав от остальных немедленно записаться в партию большевиков.

## Причины неудачи восстания
Восстание потерпело неудачу в силу следующих причин:
1. Хотя восстание готовилось тщательно и загодя, непосредственной причиной восстания послужили внешние обстоятельства, которые вынудили восставших действовать раньше времени и не по плану, в результате чего восстание на фортах не было всеобщим.
2. Восставшие на фортах были изолированы от других фортов, принявших участие в восстании, и от внешнего мира. Они не смогли наладить связь со своими союзниками, в результате чего британская эскадра и белый Северный корпус узнали о восстании и начали предпринимать действия для поддержки восставших только к 16 июня — дню, когда восстание было ликвидировано.
3. Красное командование верно оценило опасность, которая угрожала в случае захвата фортов противником, и предприняло масштабные и, самое главное, энергичные меры для ликвидации восстания. Уже в день начала восстания отряд из мощнейших кораблей Балтийского флота вышел в море для его подавления, а на следующий день были сформированы сухопутные отряды из краснофлотцев и красноармейцев для штурма форта.

## Итоги
В результате неудачного восстания командование Петроградского оборонительного района обратило на форты пристальное внимание. Гарнизоны фортов были усилены коммунистическим элементом и в последующем эти форты превратились в настоящие опорные пункты обороны побережья Финского залива, что сыграло свою роль при отражении осеннего наступления Северо-Западной армии на Петроград:185.
В результате арестов на фортах ЧК удалось выйти на Петроградскую организацию «Национального центра», которая впоследствии была разгромлена:185. По делу Национального центра чекистами в Петрограде и Москве было арестовано или выслано из столиц около 1 000 человек. По делу о восстании на «Красной горке» расстреляно около 90 человек.
В своих мемуарах, вышедших в 1928 году, английский моряк-разведчик А. Эгар оценивал события следующим образом:

Форт сдался, потеряв все надежды на помощь с суши или с моря. Если бы восставшие знали, что помощь близка и что обстрела со стороны кронштадтских судов больше не будет, быть может, получилась бы совершенно иная картина. Если бы эта крепость, командующая над выходами в Невскую губу, находилась в наших руках, то общее стратегическое положение могло бы измениться и все последующие события в Балтике и в России могли принять совершенно иные очертания— Морской сборник. — Л.: Изд. РККА, 1929. — № 1. — С. 110:185.